# Inazuma Eleven 3
Inazuma Eleven 3 (イナズマイレブン3 世界への挑戦!!, Inazuma Irebun 3: Sekai e no Chōsen) est un jeu vidéo de rôle développé et édité par Level-5 en juillet 2010 au Japon sur Nintendo DS. C'est le troisième épisode de la série Inazuma Eleven. Comme pour l'opus précédent, le jeu est disponible en deux versions, Bomber et Spark. Une troisième version fait son apparition en décembre 2010 sous le nom The Ogre. En Europe, les deux premières versions, intitulées respectivement Feu Explosif et Foudre Céleste, sont sorties sur Nintendo 3DS le 27 septembre 2013. La troisième version, Inazuma Eleven 3 : Les Ogres attaquent !, est sortie le 14 février 2014.
Les deux premières versions se sont écoulés à plus d'un million d'exemplaires.

## Synopsis
Inazuma Eleven 3 raconte l'évolution d'Inazuma Japon au FFI. Le héros Mark Evans et ses amis Axel, Jude, Kevin, Nathan, Shawn et les autres sont donc convoqués pour faire partie d'Inazuma Japon où ils reverront leurs ennemis comme leurs amis tel que Xavier, Jordan ou encore Caleb qui eux aussi sont convoqués. Arrivent les qualifications asiatiques où ils reverront des joueurs qu'ils connaissent. Puis, pour gagner contre les équipes du monde entier, Inazuma Japon ne devra pas ménager ses efforts. De nombreuses autres équipes feront leur apparition après le tournoi, donc tenter de tout remporter et de former une équipe de choc.

## Matchs

### Qualifications asiatiques
1. Big Waves (Australie)
2. Lions du désert (Qatar)
3. Dragons de feu (Corée de sud)

### Phase de groupe
1. Knights of Queen (Angleterre) : capitaine Edgar Partinus
2. Les Empereurs (Argentine) : capitaine Thiago Torres
3. Licornes (États-Unis) : capitaine Mark Kruger
4. Orphée (Italie) : capitaine Hidetoshi Nakata (remplaçant = Paolo Bianchi)

### Demi-finale
1. Kingdom (Brésil)

### Finale
1. Petits géants (Costail)

## Développement
Dans le Nintendo Direct du 14 février 2013, les jeux Inazuma Eleven 3 ont été annoncés sur Nintendo 3DS au lieu de la Nintendo DS en Europe. La date de sortie européenne, le 27 septembre 2013, a été annoncée lors de Japan Expo 2013.

## Voix françaises
▪︎Paolo Domingo: chanteur génerique
▪︎Pablo Hertsens: Mark Evans
▪︎Cyrille Monge: Axel Blaze, Bash Lancer
▪︎Christophe Hespel: Erik Eagle, Jude Sharp
▪︎Marie Zidi: Jordan Greenway
▪︎Bertrand Liebert: Sonny Raimon
▪︎Dorothée Pousséo: Célia Hills, Nelly Raimon, Tod Ironside
▪︎Emmanuel Bonami: Inspecteur Smith
▪︎Francine Baudelot: Maxwell Carson, Steve Grim
▪︎Gabriel Bismuth-Bienaimé: Hurley Kane, Xavier Foster
▪︎Jérôme Berthoud: Kevin Dragonfly, David Samford
▪︎Julie Basecqz: Austin Hobbes, Luca, Silvia Woods
▪︎Kelyan Blanc: Hector Hélio
▪︎Marie Nonnenmacher: Suzette Hartland
▪︎Martial Le Minoux: Edgar Partinus
▪︎Nicolas Matthys: Commentateur, Docteur Blaze, Percival Travis, Thor Stoutberg
▪︎Raphaëlle Valenti: Camélia Travis
▪︎Stéphane Miquel: Seymour Hillman
▪︎Tony Beck: Caleb Stonewall, Darren LaChance, Dylan Keats, Shawn Froste
▪︎Yvan Reekmans: Aaron Adams, Paolo Bianchi